# Chambon-le-Château
Chambon-le-Château è un comune francese di 308 abitanti situato nel dipartimento della Lozère nella regione dell'Occitania.

## Società

### Evoluzione demografica
Abitanti censiti